# Uvular

Uvularer Artikulationsort

Sagittalebene der menschlichen Mundhöhle, Oropharynx und Larynopharynx. Artikulationsorte (aktiv und passiv): 1 exolabial (äußerer Teil der Lippe), 2 endolabial (innerer Teil der Lippe), 3 dental (Zähne), 4 alveolar (vorderer Teil des Zahndamms), 5 postalveolar (hinterer Teil des Zahndamms und ein wenig dahinter), 6 präpalatal (vorderer Teil des harten Gaumens), 7 palatal (harter Gaumen), 8 velar (weicher Gaumen), 9 uvular (auch postvelar; Gaumenzäpfchen), 10 pharyngal (Rachen), 11 glottal (auch laryngal; Stimmbänder), 12 epiglottal (Kehldeckel), 13 radikal (Zungenwurzel), 14 posterodorsal (hinterer Teil der Zunge), 15 anterodorsal (vorderer Teil der Zunge), 16 laminal (Zungenblatt), 17 apikal (Zungenspitze), 18 sublaminal (auch subapical; Unterseite der Zunge)

In der Phonetik beschreibt uvular den (beweglichen) Artikulationsort eines Lautes. Ein uvularer Laut (deutsch auch Zäpfchenlaut) wird unter Beteiligung des Gaumenzäpfchens (lateinisch uvula) gebildet.
Das Internationale Phonetische Alphabet kennt folgende uvulare Konsonanten:
- [⁠ɢ⁠] Stimmhafter uvularer Plosiv
- [⁠q⁠] Stimmloser uvularer Plosiv
- [⁠ɴ⁠] Stimmhafter uvularer Nasal
- [⁠ʀ⁠] Stimmhafter uvularer Vibrant
- [⁠ʁ⁠] Stimmhafter uvularer Frikativ
- [⁠χ⁠] Stimmloser uvularer Frikativ
- [⁠ʛ⁠] Stimmhafter uvularer Implosiv

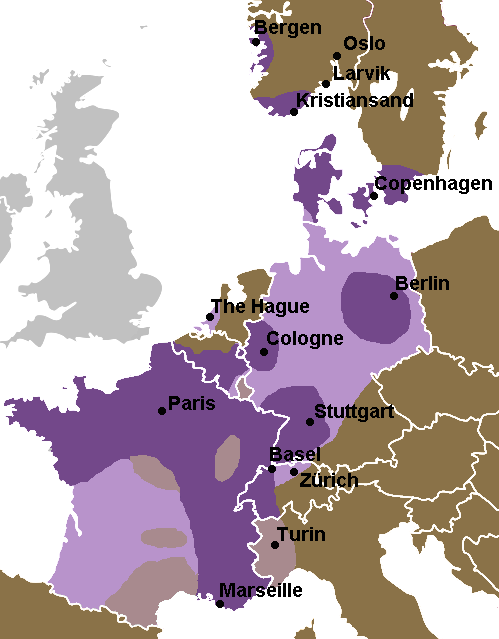
Die Verbreitung des uvularen „r“ im nordwestlichen Europa in der Mitte des 20. Jahrhunderts (nach Trudgill 1974):
ungewöhnlich
in der formalen Sprache nur von einigen Sprechern verwendet
in der formalen Sprache üblich
allgemein verbreitet